# 龔得樹
龔 得樹（きょう とくじゅ、Gōng Déshù、? - 1861年）は、清末の捻軍の反乱の指導者の一人。
安徽省潁州府亳州雉河集出身。1855年、捻軍が雉河集に集まって会議を開き、張楽行を盟主とし、五色旗を制定すると、龔得樹は白旗の首領となった。知謀に優れ、1856年に宿州臨渙集で河北鎮総兵崇安の軍を破った。その後も1857年に雉河集が包囲されると、撤退して三河尖を奪取するなど、捻軍の戦術を指導した。さらに龔得樹は太平天国との連携を推進する路線をとり、共同作戦を行った。1861年、龔得樹は太平天国の拠点の安慶の救援に赴く途中、湖北省羅田県松子関で清軍と戦闘になり、戦死した。
軍師である龔得樹の死は捻軍にとって痛手であり、結局その2年後に張楽行は清軍に敗北して、命を落とすこととなった。